# Out of Order
《Out of Order》는 영국의 싱어송라이터 로드 스튜어트가 1988년 5월 23일에 발매한 열다섯 번째 스튜디오 음반이다. 히트 싱글 〈Lost in You〉, 〈Forever You〉, 〈My Heart Can't Tell You No〉, 〈Crazy About Her〉가 수록되어 있다. 이 음반은 스튜어트와 더 파워 스테이션의 기타리스트 앤디 테일러(듀란 듀란의 전 멤버이기도 함), 베이시스트 버나드 에드워즈(이전 시크의 멤버)가 프로듀싱했다. 시크의 드러머 토니 톰슨도 이 음반에서 연주한다.

## 평가
| 전문가 평가      | 전문가 평가 |
| 평가 점수        | 평가 점수   |
| 출처             | 점수        |
| ---------------- | ----------- |
| AllMusic         | [ 3 ]       |
| Robert Christgau | C           |
| Rolling Stone    | [ 5 ]       |

이 음반은 많은 비평가들에 의해 덜 성공적인 음반 시리즈 이후 형태로의 복귀로 간주되었다. 올뮤직의 스티븐 토마스 얼와인은 회고적인 리뷰에서 이 곡을 "잘 구성되어 있다"고 했고, 《롤링 스톤》은 이 곡을 "자신감 있고, 잘 쓰여지고, 고압적인 작품"이라고 불렀다. 그러나 로버트 크리스트가우는 이 음반을 더 파워 스테이션의 작품과 불리하게 비교하며 C를 주었다.

## 상업적 성과
이 음반은 빌보드 200에서 20위에 올랐고, 결국 1980년대 스튜어트의 베스트셀러 음반이 된 2배 플래티넘에 올랐다.
이 음반에서 발매된 각 싱글은 메인스트림 록 트랙 차트, 핫 어덜트 컨템포러리 트랙 차트, 빌보드 핫 100에서 상위 20위 안에 들었다. 뮤직 비디오도 제작되어 각각 공개되었다. 가장 성공적인 싱글은 〈My Heart Can't Tell You No〉로, 핫 어덜트 컨템포러리 트랙과 빌보드 핫 100에서 모두 5위에 올랐다. 이 음반은 미국에서 4개의 차트 히트를 기록했는데, 가장 큰 히트곡은 〈My Heart Can't Tell You No〉로 4위를 차지했다.

## 곡 목록
| #   | 제목                                          | 작사·작곡                                 | 재생 시간 |
| --- | --------------------------------------------- | ----------------------------------------- | --------- |
| 1.  | 〈Lost in You〉                               | 로드 스튜어트, 앤디 테일러                | 4:59      |
| 2.  | 〈The Wild Horse〉                            | 스튜어트, 테일러                          | 4:58      |
| 3.  | 〈Lethal Dose of Love〉                       | 테일러, 스튜어트, 토니 브록               | 4:38      |
| 4.  | 〈Forever Young〉                             | 짐 크레건, 케빈 새비거, 밥 딜런, 스튜어트 | 4:03      |
| 5.  | 〈My Heart Can't Tell You No〉                | 사이먼 클리미, 데니스 모건                | 5:12      |
| 6.  | 〈Dynamite〉                                  | 테일러, 스튜어트                          | 4:16      |
| 7.  | 〈Nobody Knows You When You're Down and Out〉 | 지미 콕스                                 | 3:50      |
| 8.  | 〈Crazy About Her〉                           | 듀안 히칭스, 크레건, 스튜어트             | 4:53      |
| 9.  | 〈Try a Little Tenderness〉                   | 지미 캠벨, 레지널드 코넬리, 해리 M. 우즈  | 4:27      |
| 10. | 〈When I Was Your Man〉                       | 새비거, 스튜어트                          | 5:14      |
| 11. | 〈Almost Illegal〉                            | 스튜어트, 테일러                          | 4:27      |

## 인증
| 국가                                                  | 인증        | 판매량/출하량 |
| ----------------------------------------------------- | ----------- | ------------- |
| 아르헨티나 (CAPIF)                                    | 플래티넘    | 60,000^       |
| 브라질 (Pro-Música Brasil)                            | 골드        | 100,000*      |
| 캐나다 (뮤직 캐나다)                                  | 5× 플래티넘 | 500,000^      |
| 스웨덴 (GLF)                                          | 골드        | 50,000^       |
| 영국 (BPI)                                            | 골드        | 100,000^      |
| 미국 (RIAA)                                           | 2× 플래티넘 | 2,000,000^    |
| *판매량을 기반으로 한 인증 ^출하량을 기반으로 한 인증 |             |               |